# Drepanocaryum
Drepanocaryum, monotipični rod medićevki, smješten u podtribus Nepetinae dio tribusa Prunelleae, potporodica Nepetoideae. Jedini predstavnik je D. sewerzowii, jednogodišnja raslinja iz Srednje Azije.

## Sinonimi
- Glechoma sewerzowii (Regel) Kuntze; Revis. Gen. Pl. 2: 519 (1891)
- Nepeta sewerzowii Regel; Trudy Imp. S.-Peterburgsk. Bot. Sada 4: 360 (1879)